# Étienne-Charles de Loménie de Brienne
Étienne-Charles de Loménie de Brienne (París, 9 d'octubre de 1727 - Sens, 19 de febrer de 1794) va ser un eclesiàstic i polític francès.

## El prelat
Procedent d'una antiga família de Llemotges, va realitzar uns estudis brillants. El 1751, malgrat una tesi poc ortodoxa al seu gust, va obtenir el títol de doctor en teologia i, l'any següent va ser nomenat gran vicari de l'arquebisbe de Rouen. El 1760, després d'una visita a Roma, va ser designat bisbe de Condom i, el 1763, arquebisbe de Tolosa de Llenguadoc. De 1766 a 1769, va ser abat del Mont Saint-Michel. Entre els seus amics es van comptar Turgot, André Morellet i Voltaire. Va ser escollit membre de l'Acadèmia Francesa l'any 1770.

## El ministre
L'any 1787, va ser nomenat president de l'assemblea dels notables, des d'on va atacar la política fiscal de Calonne, a qui va succeir com a ministre de finances, l'1 de maig de 1787, amb el suport de la reina Maria Antonieta. Tanmateix, una vegada al poder, va haver de continuar la mateixa línia del seu predecessor (impost territorial) i va haver de convocar els Estats Generals de França (1788) per posar remei als desordres econòmics. Va haver de dimitir el mateix any, deixant un tresor buit. El 15 de desembre, va ser nomenat cardinal i va anar a Itàlia, on passarà dos anys.
Durant la Revolució Francesa, va tornar a França i presta jurament a la constitució civil del clergat el 1790. L'any següent va ser nomenat bisbe constitucional del departament de Yonne. Però va ser desaprovat pel papa i ha de renunciar a la birreta de cardenal. Sospitòs també per als revolucionaris, va morir el 1794 víctima o bé d'un atac d'apoplexia, o bé d'un enverinament. Va ser germà de Louis-Marie-Athanase de Loménie, comte de Brienne, secretari d'Estat a la Guerra, guillotinat el 1794.
En honor seu, el canal que travessava Tolosa i unia el Canal del Migdia amb la Garona, va canviar de nom, de canal de Sant Pere a Canal de Brienne.

## Honors
Comendador de l'orde de l'Esperit Sant